# Bécsi kongresszus
A bécsi kongresszus 1814–1815-ben Bécsben az osztrák államkancellár, Metternich vezetésével, valamennyi európai állam (az Oszmán Birodalom kivételével) részvételével megtartott nemzetközi kongresszus, amelynek célja Európa napóleoni háborúk utáni politikai rendezése volt.

## Előzmények
Az első (1814. május 30-án kötött) párizsi békeszerződés utolsó cikkének értelmében mindazon hatalmak, melyek az I. Napóleon császár ellen folytatott háborúkban részt vettek, a politikai és területi viszonyok rendezése végett Bécsbe küldték követeiket a kongresszusra, mely 1814 szeptemberében nyílt meg. Személyesen megjelentek Oroszország, Poroszország, Bajorország, Dánia és Württemberg uralkodói.
A Habsburg Birodalmat Metternich herceg és Friedrich von Gentz főtanácsadó képviselték; az Orosz Birodalmat Nesselrode gróf és Andrej Razumovszkij herceg; a Brit Birodalmat Lord Castlereagh, külügyminiszter, később Wellington hercege; a Porosz Királyságot Karl August von Hardenberg herceg, államminiszter és Wilhelm von Humboldt; a Francia Királyságot pedig Talleyrand képviselte.

## A kongresszus célja
Két fő feladat várt megoldásra: az európai államrendszer és a politikai egyensúly helyreállítása, valamint Németország belső viszonyainak rendezése.
Nehézséget főképp a lengyel kérdés okozott: a Porosz Királyság lengyel birtokrészeiről csak Szászország birtokáért akart lemondani, s ezzel a szász, illetőleg a német kérdés állt összefüggésben; Sándor cár pedig magának követelte a Varsói Hercegséget, hogy abból orosz cári védnökség alatt álló Lengyel Királyságot alakíthasson. Ezt a tervet Nagy-Britannia és Ausztria ellenezte. A pártok a lengyel–szász kérdésben oly mereven álltak egymással szemben, hogy 1814 decemberében úgy tűnt, újabb európai háború törhet ki. Talleyrand csodált ügyességével egymásnak uszította az ellenfeleket, és 1815. január 3-án titkos szövetséget hozott létre Nagy-Britannia, Ausztria és Franciaország között, mely szövetség Poroszország és Oroszország lengyel–szász tervei ellen irányult. Már a haditerveken is dolgoztak.

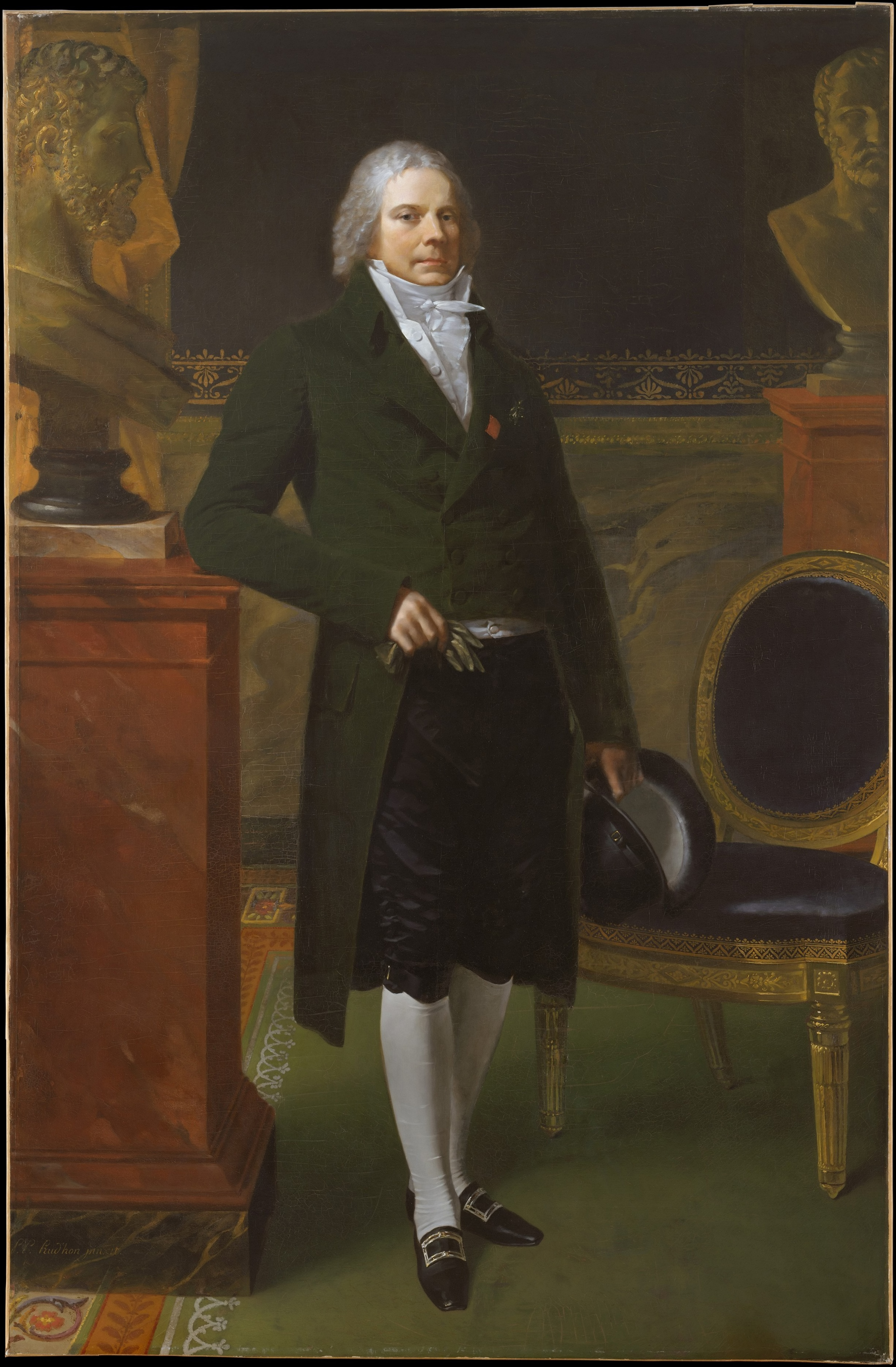
Pierre-Paul Prud'hon: Talleyrand herceg portréja

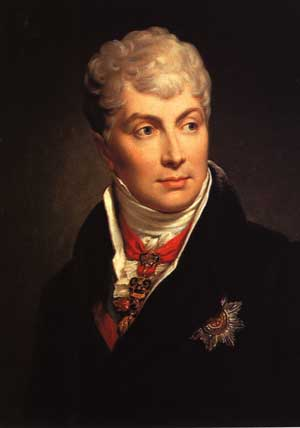
Thomas Lawrence: Klemens von Metternich herceg portréja

Azonban Metternich minden lehetségest megtett, hogy az ellentéteket kiegyenlítse és a békét fenntartsa.
A VII. franciaellenes koalíciót végül csak Bonaparte Napóleon száznapos visszatérése mentette meg a teljes széteséstől és egymás elleni háborútól. Poroszország megelégedett Szászországnak kevésbé népes (közel 1 millió lakossal bíró) északi részével, és hozzájárult, hogy Szászország többi része, mint a Szász Királyság továbbra is a Wettin-dinasztia jogara alatt maradjon. Természetesen I. Frigyes Ágost szász király e megoldást sem helyeselte, és csak kemény ellenállás után egyezett bele (1815. május 18.). A Varsói Hercegséget is több részre osztották: a nyugati részt (Nagy-Lengyelországot) Thorn városával együtt a Porosz Királyságnak engedték át (Poseni Nagyhercegség); a többi pedig a lengyel királyi címmel együtt az Orosz Birodalomra szállt (Kongresszusi Lengyelország).
Az erről szóló szerződéseket, valamint a parányi Krakkói Köztársaság semleges jogállását meghatározó szerződést 1815. május 3-án írták alá a nagyhatalmak.

A Német Szövetség határai, a német államoknak a bécsi kongresszus 1815. június 8-ai szövetségi aktáján nyugvó szövetsége

Ausztria és Poroszország területét a következőkben határozták meg: A Poroszországnak jutott Kléve, Berg, a Rajna bal partjának legnagyobb része a Saar folyóig, a Varsói Hercegség fele, Danzig, Svéd-Pomeránia a Rügen szigettel és Neuchâtel (Neuburg); ezek fejében Hannovernek, Bajorországnak és Dániának is átengedtek egy-egy kisebb területet. Poroszország egészben véve az 1805-ös állapotához képest 30 000 km²-t veszített, s kb. félmillió lakost nyert. Nagy-Britannia Hollandiának és (a korábban osztrák birtokban volt) Belgiumnak egy közös királysággá való egyesítését eszközölte ki, mégpedig az Orániai-ház jogara alatt, magának pedig a holland gyarmatok jó részét követelte. Azonfelül még Máltát és Helgolandot, valamint a Jón-szigetek fölötti védnöki hatalmat is megkapta. Németalföld új királya, I. Vilmos Nassau helyett a Luxemburgi Nagyhercegséget kapta kárpótlásul, így a Német Szövetség tagja lett. Dánia, mely 1813-ban Angliának Helgolandot, Svédországnak pedig a Svéd-Pomeránia fejében Norvégiát engedte át, most ugyanazt a Pomerániát, valamint Rügent is Poroszországnak volt kénytelen átengedni; cserébe megkapta Lauenburgot és kétmillió tallért. Svédország megtartotta a kieli béke értelmében Norvégiát, de lemondott Finnországról és a volt Svéd-Pomerániai birtokról. Svájcot 22 kantonból álló szövetséggé nyilvánították, és semlegességét újra biztosították.
Itáliára nézve a kongresszus azt az elvet követte, hogy a forradalom előtti állapotot állítsák helyre, és a legitim uralkodócsaládok ismét kapják vissza trónjaikat.
Ferdinánd főherceg visszakapta Toszkánát, Piombinót és Elbát; Luccát pedig Károly Lajos Bourbon–parmai hercegnek kellett átengedni addig, míg az ő apai öröksége, a parmai trón meg nem üresedik. Parma, Piacenza és Guastalla területeit ugyanis a szövetségesek még 1814. április 11-én Mária Lujza főhercegnőnek, Napóleon feleségének adták, életfogytig tartó (en viager) birtokul. Modenát a Habsburg–Estei házból való IV. Ferenc herceg kapta vissza, Genovát pedig a helyreállított Szárd–Piemonti Királysághoz csatolták.
Talleyrand azon volt, hogy Murat-t elűzzék Nápoly trónjáról, és helyébe a Bourbon-házból való IV. Ferdinánd szicíliai királyt helyezze. Ausztria és Anglia először idegenkedtek a tervtől, mivel ők a nápolyi koronát még Napóleon bukása előtt Murat-nak ígérték. De Murat 1815-ben a száz nap idején fegyveres akcióval kísérelte meg trónját visszafoglalni, s támadásával Ausztriát is fenyegette, ezért a bécsi kongresszus Nápolyt és Szicíliát visszaítélte a Bourbonoknak.
A Pápai Államot nagyjából előző terjedelmében állították helyre, de Ausztria megtartotta Ferrarának a Pó folyó bal partján fekvő területét, és katonai helyőrségeket hagyott Ferrarában és Comacchióban. Ausztria megkapta továbbá Lombardiát és a volt Velencei Köztársaság területeit, Venetót, Friulit – ezekből létrehozta a Lombard–Velencei Királyságot –, továbbá Isztriát és Dalmáciát (az Osztrák Tengermellék tartomány részeit). Megjegyzendő, hogy Dalmácia befolyásos körei arra törekedtek, hogy országukat a Magyar Királysághoz csatolják, de Metternich ezt meghiúsította. Ezeken kívül Tirol és Vorarlberg, Salzburg és Galícia is visszakerült az Osztrák Császársághoz.
Megjegyzendő még, hogy bár minden kis nemzetiség igyekezett magának a kongresszuson érvényt szerezni, a Magyar Királyság önálló jogállása mellett senki sem szólalt fel. Nyilvánvalóvá lett, hogy a nemzetközi diplomácia és a magyar főnemesség mértékadói köre is Magyarországot a Habsburg Birodalom részének, az osztrák császár tartományának tekinti.
Jóllehet a nagyhatalmak 1814. április 11-én Elba szigetét Napóleonnak engedték át, az itáliai fejedelmek, Ausztria, Franciaország és Nagy-Britannia mégis azt kívánták, hogy a bukott francia császárt még távolabbi vidékre száműzzék.
A tárgyalások még javában folytak, amikor 1815. március 7-én az a hír érkezett Bécsbe, hogy Napóleon Elbát titokban elhagyta; nemsokára pedig a meghökkent kongresszus arról értesült, hogy Provence partjainál kikötött és Párizsba vonult. E válságos pillanatban az eddigi ellenfelek átmenetileg kibékültek, sérelmeiket félretették. A kongresszus egyértelműen úgy határozott, hogy a tanácskozásokat folytatja, Metternich javaslatára pedig kimondta (március 13.), hogy az 1814. április 11-én Napóleonnal kötött szerződés semmis, mivel Napóleon az európai békét újból megzavarta. Március 25-én pedig Ausztria, Nagy-Britannia, Orosz- és Poroszország újabb katonai szövetséget kötöttek Napóleon császár ellen, amelyhez a Bourbonok és a többi államok is csatlakoztak. A hadi ügyeket és előkészületeket külön bizottságra bízták, a diplomácia pedig a tárgyalások gyors befejezésére törekedett. A helyzet komolysága miatt még a német ügyeket is rövid idő alatt sikerült rendezni, bár a királyság rangjára emelt Hannover, Bajorország, Württemberg, a Badeni Nagyhercegség és más kisebb államok kárpótlási igényeinek végleges elintézését későbbre halasztották. Ezeket az ügyeket a frankfurti területi bizottságra bízták, amely csak 1819. július 20-án készült el velük. A kongresszus még az európai folyókon való nemzetközi közlekedésről tanácskozott, és a német hadügy újjászervezését javasolta. Említésre méltó még az is, hogy Nagy-Britannia sürgetésére a nyolc hatalom 1815. február 8-án egyhangúlag a rabszolgaság és rabszolga-kereskedelem ellen nyilatkozott.
1815. június 9-én a kongresszus még egy úgynevezett záróokiratot adott ki, mely a kongresszus eredményét összegezte. A Spanyol Királyság és a Pápai állam, akik a kongresszus határozatait a maguk számára sérelmesnek ítélték, tiltakoztak az okirat ellen. Az orosz, osztrák és porosz fejedelmek ellenben szeptember 26-án megkötötték egymással a Szent Szövetséget. A bécsi kongresszus határozatait a szövetségesek waterlooi győzelme és a második párizsi béke (1815. november 20.) erősítette meg. A záradék csak annyiban változott, hogy Franciaország a párizsi békében kénytelen volt Savoyát, a pfalzi Landaut és a Saar-vidéket ellenségeinek átengedni.

## Jelen lévő államok és képviselőik

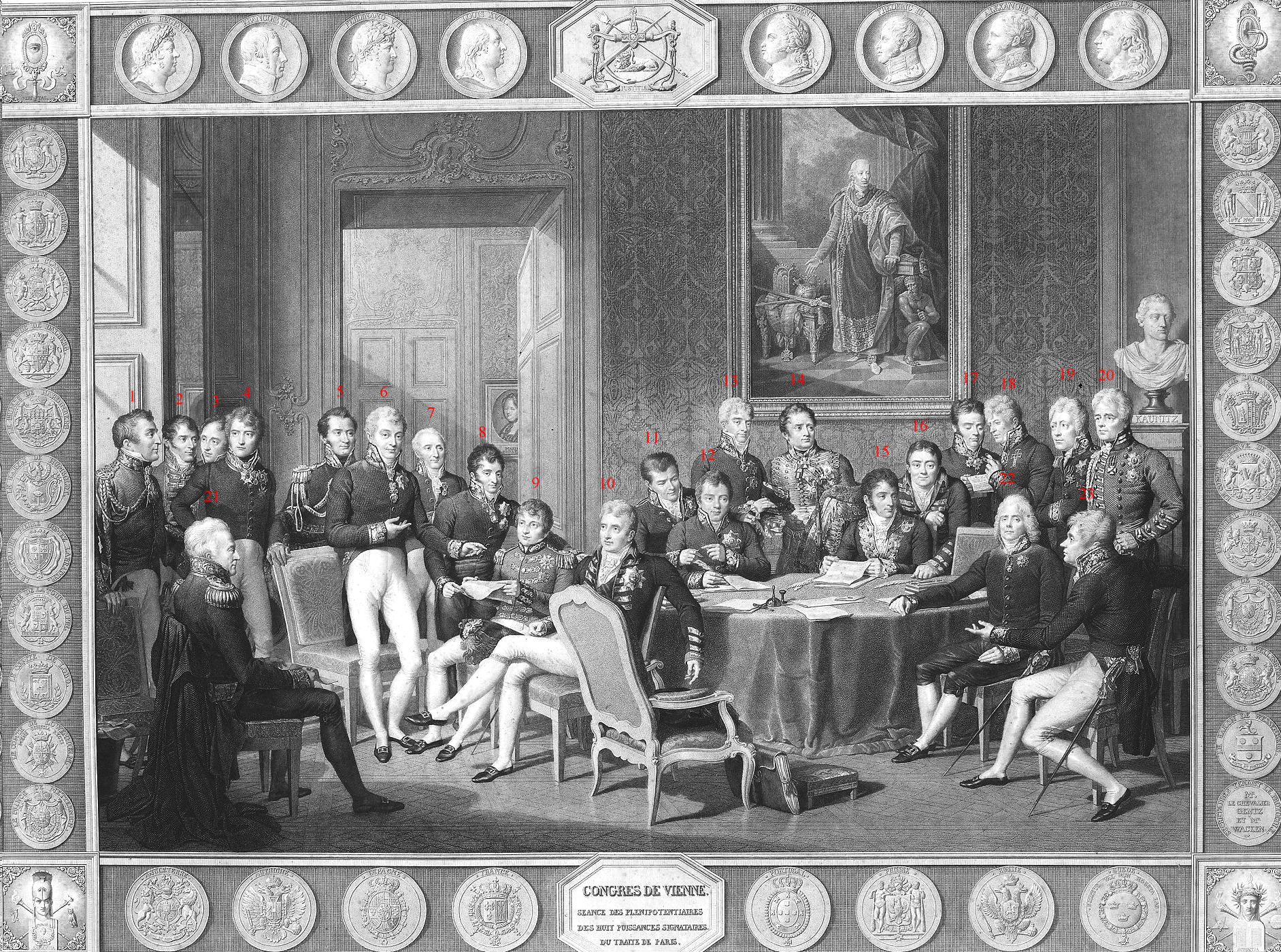
A bécsi kongresszus résztvevői Jean Godefroy korabeli rézkarcán

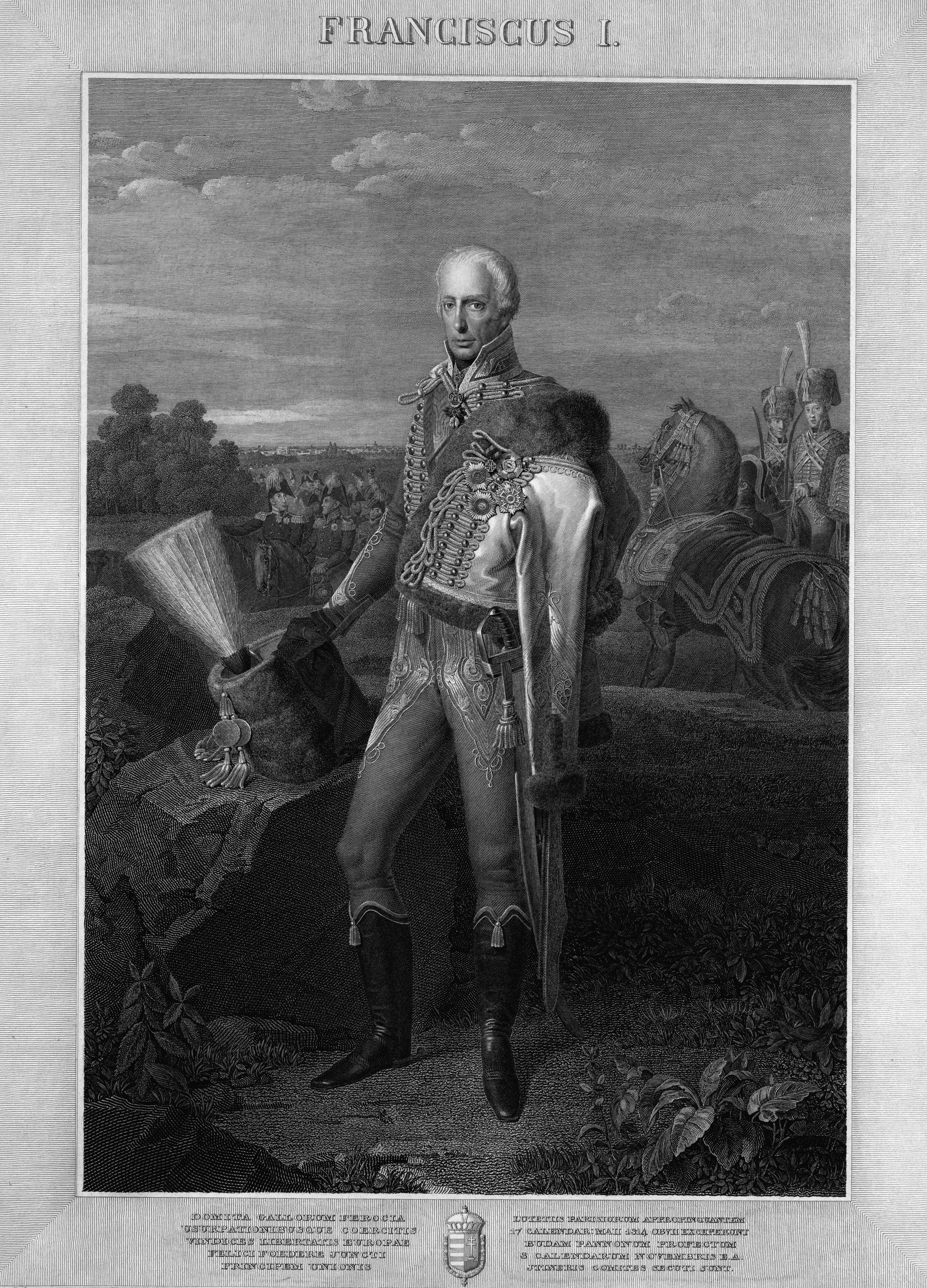
Ferenc császár

- Ausztria – I. Ferenc császár és Klemens Wenzel Lothar von Metternich herceg, külügyminiszter valamint helyettese, Johann von Wessenberg báró
- Brit Birodalom – Robert Stewart, Castlereagh vikomtja, külügyminiszter és Arthur Wellesley, Wellington hercege
- Orosz Birodalom – I. Sándor cár és Karl Nesselrode gróf, külügyminiszter
- Porosz Királyság – III. Frigyes Vilmos király és Karl August von Hardenberg herceg, kancellár
- Franciaország – Charles-Maurice de Talleyrand-Périgord miniszterelnök
- Spanyolország – Pedro Gómez de Labrador márki
- Portugália – Pedro de Sousa Holstein herceg
- Svédország–Norvégia – Carl Löwenhielm gróf, külügyminiszter
- Dánia – VI. Frigyes király és Niels Rosenkrantz gróf, külügyminiszter
- Hollandia – Richard Trench brit nagykövet és Hans von Gagern báró, miniszterelnök
- Svájc – Charles Pictet de Rochemont
- Pápai Állam – Ercole Consalvi bíboros, államtitkár
- Bajor Királyság – Maximilian von Montgelas gróf, külügyminiszter
- Württembergi Királyság – Georg Ernst Levin Graf von Wintzingerode gróf, államminiszter
- Hannoveri Királyság – Georg zu Münster gróf

## A bécsi kongresszuson jelen lévő államok céljai
A nagyhatalmak két blokkba tömörültek:
1. Ausztria, Franciaország, Nagy-Britannia
2. Poroszország, Oroszország

Nagy-Britannia meg akarta fékezni Oroszországot. Javasolta, hogy ne vegyenek el túl sok területet a franciáktól. A britek által javasolt új francia határok: Németalföld, Rajnai tartományok, Svájc, Piemont. A britek igényt formáltak Franciaország Európán kívüli gyarmataira (Ceylon, Fokföld, Helgoland). Ellenezték az egységes Németország létrejöttét.
Oroszország egész Lengyelországot akarta, egy részt Finnországból és a mai Moldova (Besszarábia) területét. Ő akarta „rendbe hozni” Nyugat-Európát. Az oroszok hegemóniát akartak szárazföldön (Angliáé volt a tengeri hegemónia).

## Végső megegyezés (június 9.)

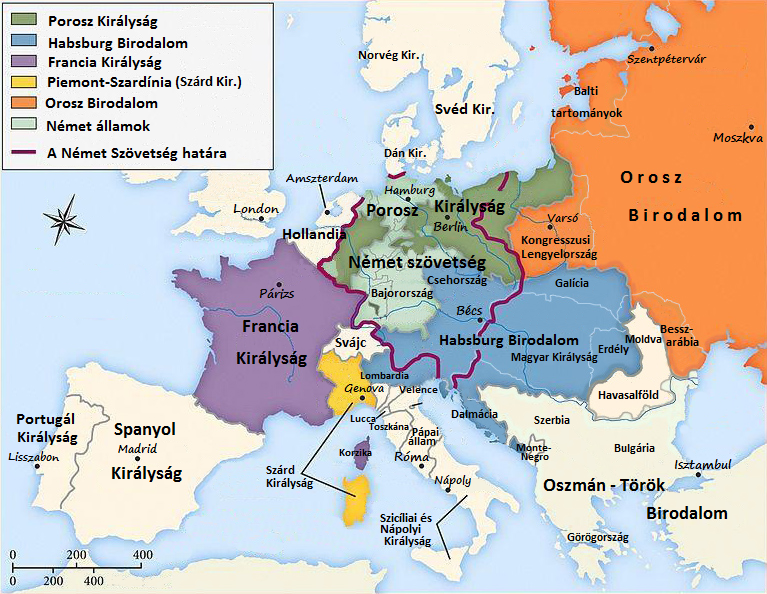
Európa a bécsi kongresszus után

A schönbrunni kastélyban 1815. március 1-jén bejelentették Napóleon visszatérését, amivel megkezdődött száznapos uralkodása (Elba szigete nem volt messze a francia partoktól). Ennek következtében hirtelen megszülethetett a megállapodás.
Nagy-Britannia megtarthatta gyarmatait. Az Orosz Birodalom megkapta a Varsói Hercegség nagyobb részét – ebből alakult ki a Kongresszusi Lengyelország –, továbbá Besszarábiát. A finnek autonómiát kaptak Oroszországon belül.
A Habsburg Birodalom elveszítette Dél-Németalföldet, viszont Közép-Európában stabilizálta helyzetét. Visszakapta Tirolt, Vorarlberget, Salzburgot, megkapta Isztriát és Dalmáciát, Triesztet, Raguzát, visszakapta az 1809-ben Oroszországhoz csatolt Galíciai Tarnopoli területeket, de nem kapta vissza Nyugat-Galíciát, Krakkót és környékét pedig „szabad várossá” nyilvánították, amit Ausztria csak 1846-ban kebelezett be. A Porosz Királyság megtarthatta a Varsói Hercegség nyugati részét (Poseni Nagyhercegség), megkapta Szászország egy részét, Észak-Pomerániát, a rajnai tartományokat és Vesztfália egy részét.
Franciaország területeket vesztett a Rajna bal partjánál, elvették tőle Nizzát, Savoyát. Hadisarcot kellett fizetnie (2 év alatt sikerült). 1817-ig orosz csapatok voltak a területén, Európától elszigetelték.

### Egyéb döntések
- A rabszolgatartást bűnné nyilvánították.
- Elismerték a zsidók egyenjogúságát a keresztényekkel.
- Elismerték Svájc örökös semlegességét.
- Hollandia megkapta Dél-Németalföldet (a jövendő Belgiumot).
- Svédország megkapta Norvégiát Dániától, kárpótlásul Finnországért.
- A Dunán szabaddá tették a hajózást.

## Külső hivatkozások
- A nagy és „néptelen” békemű – Népszabadság, 2015. június 6.